# Valle de San Juan
Valle de San Juan est une municipalité colombienne située dans le département de Tolima. Elle compte actuellement 6 131 habitants pour une superficie de 198,00 km².